# ابن ابی‌الثلج
ابوبکر محمد بن احمد بن محمد بن عبدالله بن اسماعیل، کاتب بغدادی (۲۳۸–۳۲۲ق/۸۵۲–۹۳۴م) مشهور به ابن ابی الثلج، یکی از دانشمندان مسلمان علم تاریخ و حدیث است. در مذهب وی اختلاف است؛ وی به سال ۲۳۷ ه‍.ق به دنیا آمده‌است. گروهی او را امامی و شیعه و گروه دیگر او را عامی و اهل سنت می‌دانند. با این وجود، وی در هر دو مذهب، صاحب نام بوده‌است. از وی آثاری در زمینه فقه اخباری اهل سنت وجود دارد و آثاری نیز در تاریخ امامان شیعه و اثبات اعتقادات مذهب تشیع نگاشته‌است. وی در منابع روایی شیعه نیز مورد وثوق قرار گرفته‌است و روایاتی را از یوسف قواس نقل کرده‌است. او در دوران نوجوانی، علی النقی و حسن عسکری –دو تن از امامان شیعه را- درک کرده‌است. در تاریخ وفات وی آورده‌اند که به سال ۳۲۲ ه‍.ق از دنیا رفته‌است اما گروهی ۳۲۳ و ۳۲۵ را نیز سال وفات وی دانسته‌اند. پدر بزرگ وی از جمله راویان حدیث اهل سنت است که در صحیح بخاری از وی نقل روایت شده‌است.

## مشایخ
از جمله مشایخ و اساتید وی می‌توان به: ابو زید عمر ابن شبة، محمد بن همام اسکافی، محمد بن عبدالله، قاسم بن محمد مروزی و ابو عبدالله جعفر بن محمد حسنی اشاره داشت. وی نزد محمد بن جریر طبری شاگردی کرده‌است.

## شاگردان
از جمله شاگردان و راویان حدیث از وی عبارتند از: قاضی ابوالفرج معافی بن زکریا، ابوالحسن دارقطنی، ابوحفص بن شاهین، ابوبکر دوری و ابوالمفضل شیبانی.

## آثار
کتاب تاریخ الائمه از جمله آثار منسوب به اوست. کتاب‌های دیگر وی عبارتند از:
- مانزل من القرآن فی امیرالمؤمنین (ع) یا التنزیل فی امیرالمؤمنین (ع)
- البشری و الزلفی فی فضائل الشیعة
- اخبار النساء الممدوحات
- اخبار فاطمة و الحسن و الحسین
- من قال بالتفضیل من الصحابة و غیرهم
- اسماء امیرالمؤمنین (ع) فی کتاب‌الله
- السنن و الا¸داب علی مذاهب العامّة
- التنزیل او ما نزل من القرآن فی المؤمنین و غیرها
- فضائل الصحابة
- الاختیار من الاسانید
- تفسیر قرآن